# McAdoo
McAdoo és una població dels Estats Units a l'estat de Pennsilvània. Segons el cens del 2000 tenia 2.274 habitants.

## Demografia
Segons el cens del 2000, McAdoo tenia 2.274 habitants, 1.034 habitatges, i 617 famílies. La densitat de població era de 2.660,6 habitants per quilòmetre quadrat.
Dels 1.034 habitatges en un 23,8% hi vivien nens de menys de 18 anys, en un 42,5% hi vivien parelles casades, en un 12% dones solteres, i en un 40,3% no eren unitats familiars. En el 37,1% dels habitatges hi vivien persones soles el 20,9% de les quals corresponia a persones de 65 anys o més que vivien soles. El nombre mitjà de persones vivint en cada habitatge era de 2,19 i el nombre mitjà de persones que vivien en cada família era de 2,89.
Per edats la població es repartia de la següent manera: un 20,6% tenia menys de 18 anys, un 6,1% entre 18 i 24, un 28,4% entre 25 i 44, un 21,5% de 45 a 60 i un 23,3% 65 anys o més.
L'edat mediana era de 41 anys. Per cada 100 dones de 18 o més anys hi havia 87 homes.
La renda mediana per habitatge era de 25.721 $ i la renda mediana per família de 31.625 $. Els homes tenien una renda mediana de 28.281 $ mentre que les dones 21.096 $. La renda per capita de la població era de 14.723 $. Entorn del 9,1% de les famílies i el 14,5% de la població estaven per davall del llindar de pobresa.

## Poblacions més properes
El següent diagrama mostra les poblacions més properes.